# Opowieści o Trzech Królestwach
Opowieści o Trzech Królestwach (chiń. upr. 三国演义; chiń. trad. 三國演義; pinyin Sānguó Yǎnyì) – XIV-wieczna powieść chińska, autorstwa Luo Guanzhonga, której akcja toczy się w burzliwych latach upadku dynastii Han i w Epoce Trzech Królestw. Akcja utworu zaczyna się w 169 n.e., a kończy w 280, w momencie ponownego zjednoczenia Chin.
Powieść (oparta na wydarzeniach historycznych) opowiada o życiu panów feudalnych i ich otoczenia, pragnących obalić chylącą się ku upadkowi dynastię Han lub przywrócić jej świetność. Chociaż opisuje dzieje dosłownie setek bohaterów, koncentruje się ona na trzech blokach, które powstały na gruzach państwa dynastii Han i z których ostatecznie uformowały się trzy państwa: Shu Han, Wei i Wu. Powieść opisuje spiski, walkę osób i państw, intrygi i zmagania tych państw o osiągnięcie dominacji w Chinach przez okres prawie 100 lat. Przedstawia również czytelnikowi chiński sposób widzenia historii jako następujących po sobie cykli. Słynne pierwsze zdanie powieści podsumowuje ten punkt widzenia: Jest powszechnie znaną prawdą, że wszystko co było przez długi czas podzielone, na pewno się zjednoczy, a wszystko co było przez długi czas zjednoczone, na pewno się podzieli (話說天下大勢，分久必合，合久必分).
Opowieści o Trzech Królestwach są uważane za jedną z czterech klasycznych powieści chińskich; w 120 rozdziałach, przy użyciu 800 tysięcy słów, opisano przygody prawie tysiąca bohaterów (w większości postaci historycznych). Należy ona do najbardziej lubianych dzieł literackich w Azji Wschodniej, a ich wpływ na literaturę na tym obszarze jest porównywalny do tego, jaki wywarły dzieła Williama Szekspira na literaturę angielską. Jest to zapewne najczęściej czytana powieść historyczna w cesarskich i współczesnych Chinach.

## Autorstwo i czas powstania
Zanim zostały spisane, opowieści o Epoce Trzech Królestw funkcjonowały już w tradycji ustnej. Ich popularność rosła w czasach panowania mongolskiej dynastii Yuan. Za panowania następnej dynastii Ming, zainteresowanie sztukami i powieściami dotyczącymi tego okresu spowodowało rozwój tych opowieści.
Najwcześniejszą próbą ich skompilowania była powieść w języku potocznym, Sanguozhi Pinghua (chiń. upr. 三国志评话; chiń. trad. 三國志評話; pinyin Sānguózhì Pínghuà; dosł. „Opowieści Kronik Trzech Królestw”), opublikowana pomiędzy 1321 a 1323. Łączyła ona motywy legendy, baśni i moralitetu i była dostosowana do mentalności chłopskiego odbiorcy. W fabułę były wplecione motywy reinkarnacji i karmy. Opowieść ta należała do gatunku pinghua, czyli historii recytowanych przez ulicznych opowiadaczy.
Autorstwo Opowieści o Trzech Królestwach, zgodnie z tradycją, jest przypisywane Luo Guanzhongowi, który żył od ok. 1330 do ok. 1400 (pod koniec panowania dynastii Yuan i w początkach panowania dynastii Ming). Teoria ta jest opisana w książce Andrew Plaksa Four Masterworks of the Ming Novel. Powieść została częściowo napisana w potocznym języku chińskim, a częściowo w klasycznym języku chińskim i była traktowana jako klasyczny tekst przez 300 lat. Autor wykorzystał istniejące źródła historyczne, w tym Kroniki Trzech Królestw autorstwa Chen Shou, opisujące dzieje Chin od Powstania Żółtych Turbanów w 184 do zjednoczenia Chin po Epoce Trzech Królestw przez dynastię Jin w 280. W powieści zostały wykorzystane również dzieła poetyckie z czasów dynastii Tang i opery z czasów dynastii Yuan, zawiera też ona wykładnię poglądów autora na temat prawości i legitymizacji władzy. Wiedza historyczna autora w połączeniu z jego umiejętnością opowiadania pozwoliła na przedstawienie szerokiej panoramy dziejów Chin i galerii postaci. Pierwotnie powieść dzieliła się na 24 tomy. Rękopis (przedtem przepisywany) po raz pierwszy został opublikowany w 1522 pod nazwą Sanguozhi Tongsu Yanyi.
W latach 60. XVII wieku, za panowania cesarza Kangxi z dynastii Qing, Mao Lun (chiń. upr. 毛纶; chiń. trad. 毛綸; pinyin Máo Lún) i jego syn Mao Zonggang (chiń. upr. 毛宗岗; chiń. trad. 毛宗崗; pinyin Máo Zōnggāng) przeredagowali znacząco tekst powieści, dzieląc go na 120 rozdziałów i skracając jej tytuł na Sanguozhi Yanyi. Tekst skrócono z 900 tysięcy do 750 tysięcy znaków pisma chińskiego; powieść przeredagowano w celu nadania jej bardziej płynnej narracji; wstawki poetyckie zostały skrócono i również przeredagowano; usunięto większość fragmentów chwalących doradców i generałów Cao Cao. Naukowcy od dawna dyskutują, czy redakcja ta była skierowana przeciwko dynastii Qing (utożsamiając Południową dynastię Ming z państwem Shu Han), czy też wyrażała poparcie dla tej dynastii.
Powieść odzwierciedla zasady konfucjańskie, które były dominujące w tym czasie w Chinach. Według konfucjańskich zasad moralnych lojalność wobec rodziny, przyjaciół i przełożonych jest podstawowym miernikiem wartości człowieka i pozwala na odróżnienie ludzi dobrych od złych.

## Fabuła
Opowieści o Trzech Królestwach charakteryzuje ogromna ilość wątków i postaci. Powieść zawiera również wiele wątków pobocznych. Poniżej przedstawiono streszczenie głównego wątku powieści i jego najważniejsze wydarzenia.

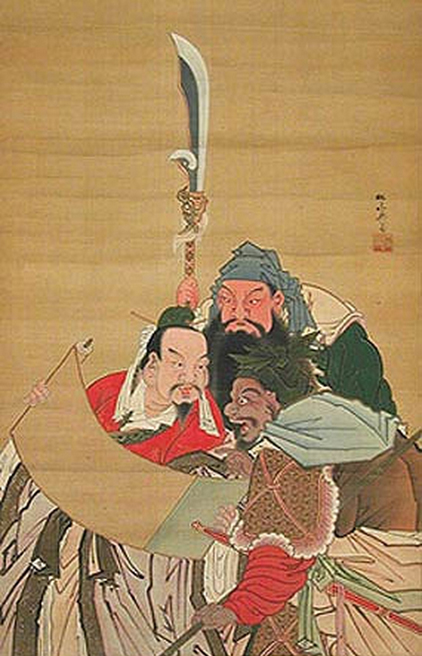
Trzej bohaterowie Trzech Królestw, obraz na jedwabiu autorstwa Sekkan Sakurai (1715–1790), przedstawiający Liu Beia, Guan Yu i Zhang Feia. Obraz ten jest zawieszany przez przedsiębiorców chcących pokazać, że można im ufać, tak jak ufali sobie ci trzej przyjaciele.

### Powstanie Żółtych Turbanów
W ostatnich latach panowania dynastii Han zdradzieccy eunuchowie i niekompetentni urzędnicy oszukiwali cesarzy i prześladowali dobrych ministrów, a rząd stał się całkiem skorumpowany na wszystkich szczeblach, co doprowadziło do znacznego pogorszenia sytuacji w cesarstwie. W czasie panowania cesarza Linga wybuchło Powstanie Żółtych Turbanów, którego przywódcą był Zhang Jue (znany także jako Zhang Jiao).
Powstanie zostało z trudnością stłumione przez oddziały dowodzone przez He Jina, naczelnego dowódcę armii cesarskiej. Obawiając się jego rosnącego znaczenia, eunuchowie pod przywództwem Zhang Ranga, zwabili He Jina do pałacu cesarskiego i zamordowali go. Wzburzeni tym żołnierze, pod dowództwem Yuan Shao, wdarli się do pałacu cesarskiego, aby zabić w odwecie wszystkich eunuchów, co przerodziło się w ich rzeź. W powstałym chaosie młody cesarz Shao i jego brat książę Chenliu uciekli z pałacu.

### Rządy terroru Dong Zhuo
Cesarza i jego brata znaleźli żołnierze Dong Zhuo, co doprowadziło do przejęcia przez niego kontroli nad stolicą cesarstwa, Luoyangiem, pod pretekstem ochrony cesarza. Dong Zhuo wkrótce zdetronizował cesarza Shao, a na tronie osadził jego brata księcia Chenliu, który panował jako cesarz Xian. Dong Zhuo przejął władzę w państwie i zaczął rządy terroru, podczas których byli prześladowani niewinni ludzie, a ludność cierpiała. Zostały przeprowadzone dwa nieudane zamachy na życie Dong Zhuo: pierwszy przez generała Wu Fu, który został schwytany i stracony z wyjątkowym okrucieństwem; drugi był dziełem Cao Cao.
Cao Cao zdołał uciec i wydał w imieniu cesarza zarządzenie wzywające wszystkich dowódców i gubernatorów do powstania przeciwko Dong Zhuo. Powstała koalicja, na czele której stanął Yuan Shao, która zaczęła walkę z Dong Zhuo, jednak w wyniku konfliktu interesów koalicjantów i słabego przywództwa zdołali oni tylko zmusić Dong Zhuo do wycofania się z Luoyangu i przeniesienia stolicy do Chang’anu. Dong Zhuo został zdradzony i zamordowany przez swojego przybranego syna Lü Bu w wyniku sporu o piękną Diaochan.

### Wojna domowa w Chinach
Tymczasem cesarstwo pogrążyło się w wojnie domowej. Sun Jian znalazł i zatrzymał w tajemnicy dla siebie Wielką Pieczęć Cesarską, co spowodowało dalsze osłabienie władzy cesarskiej. Bez silnego rządu centralnego poszczególni dowódcy zaczęli walczyć między sobą, pogrążając Chiny w anarchii. Na północy walczyli między sobą Yuan Shao i Gongsun Zan, a na południu Sun Jian i Liu Biao. Wielu innych, nawet nie posiadających tytułów i ziemi, jak Cao Cao i Liu Bei, również zaczęło budować swoją pozycję.
Cao Cao uratował cesarza Xiana z rąk zwolenników Dong Zhuo i przeniósł dwór cesarski do Xuchangu. Cao Cao pokonał swoich rywali: Lü Bu, Yuan Shu i Zhang Xiu, zanim zwyciężył Yuan Shao w bitwie pod Guandu, pomimo ogromnej przewagi liczebnej wojsk przeciwnika. W wyniku podbojów Cao Cao zjednoczył pod swoimi rządami północne i środkowe Chiny, a na kontrolowanych przez niego ziemiach powstało w przyszłości państwo Wei.

### Sun Ce zakłada dynastię w południowych Chinach
Tymczasem w trakcie wojny z Liu Biao, zginął w zasadzce Sun Jian. Jego najstarszy syn, Sun Ce, złożył w hołdzie Wielką Pieczęć Cesarską, pretendentowi do tronu, Yuan Shu z Huainanu, w zamian za posiłki. Sun Ce kontrolował tereny w południowych Chinach, na których w przyszłości powstało państwo Wu. Niestety Sun Ce również zmarł w sile wieku, w wyniku choroby spowodowanej spotkaniem z duchem Yu Ji, czcigodnego maga, którego fałszywie oskarżył o herezję i rozkazał stracić. Jednak jego młodszy brat, Sun Quan, który został jego następcą, był zdolnym i charyzmatycznym władcą. Sun Quan wspierany przez zdolnych doradców Zhou Yu i Zhang Zhao, zdołał pozyskać zdolnych ludzi, takich jak Lu Su, i zgromadzić znaczną armię.

### Aspiracje Liu Beia

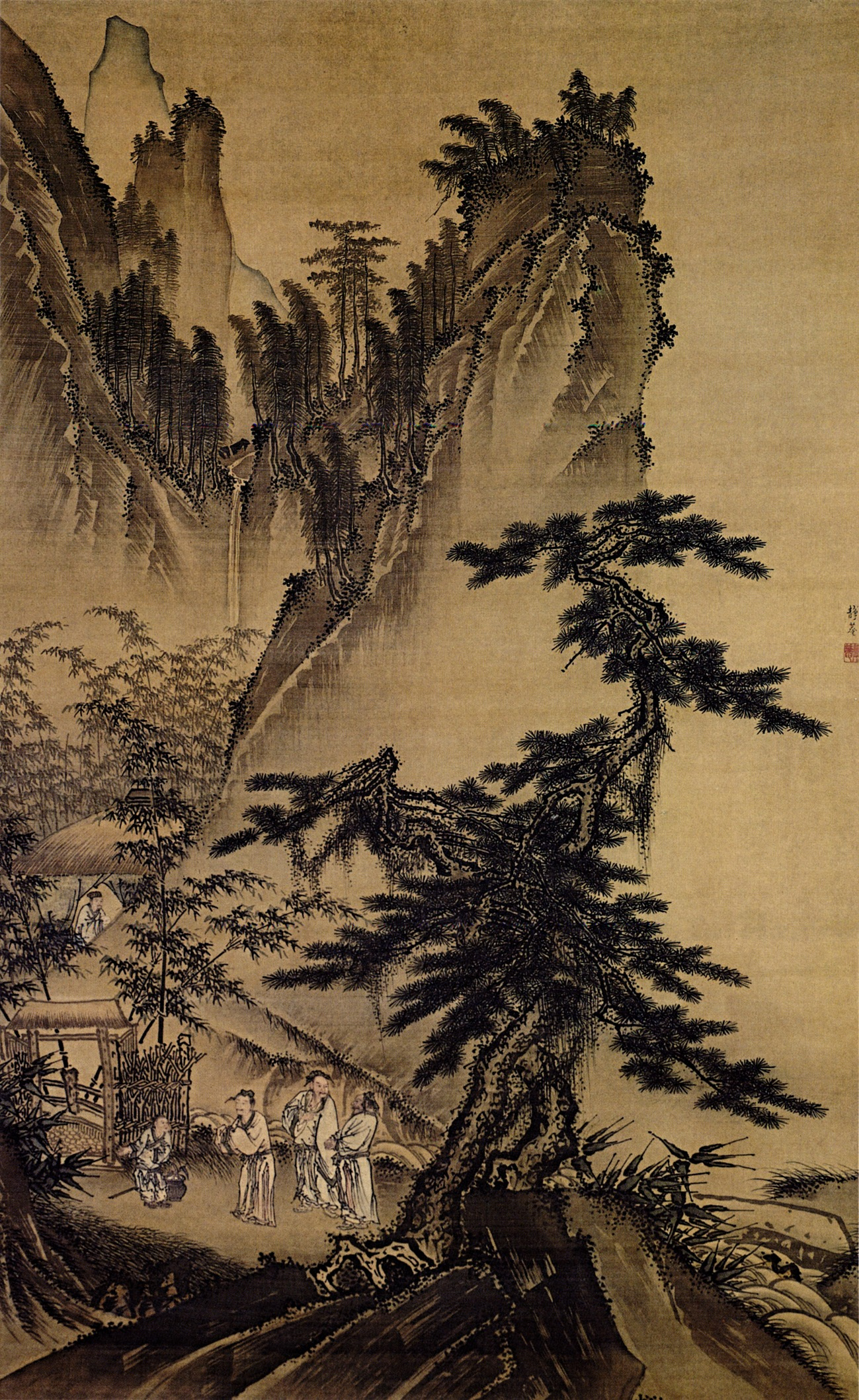
Liu Bei werbuje Zhuge Lianga, z Trzy wizyty w chacie krytej strzechą, obraz z czasów dynastii Ming, autorstwa Dai Jina (1388-1462).

Liu Bei, wraz ze swoimi braćmi krwi Guan Yu i Zhang Fei, przysiągł wierność dynastii Han w słynnej Przysiędze w Brzoskwiniowym Sadzie i ślubował poświęcić wszystkie swoje siły dla dobra kraju. Jednak ich cele i aspiracje realizują się dopiero w dalszej części powieści. Dokonania Liu Beia w tłumieniu powstania Żółtych Turbanów nie zostały docenione i został on mianowany jedynie niższym urzędnikiem. Następnie dołączyli oni do Gongsun Zana i uczestniczyli w walkach przeciwko Dong Zhuo. Umierając, Tao Qian przekazał Liu Beiowi stanowisko gubernatora prowincji Xu (obecnie południowo-wschodni Szantung i Jiangsu na północ od rzeki Jangcy). Lü Bu przejął z pomocą zdrajcy prowincję z rąk Liu Beia. Następnie Liu Bei sprzymierzył się z Cao Cao i brał udział w zwycięstwie nad Lü Bu w bitwie pod Xiapi. Gdy wyszedł na jaw zamiar Cao Cao przejęcia władzy w państwie, cesarz Xian uznał Liu Beia jako „Cesarskiego Wujka” i widział w nim swojego wybawcę od Cao Cao.
Liu Bei ostatecznie opuścił Cao Cao, pokonał nowo mianowanego przez Cao Cao gubernatora Che Zhou i przejął władzę nad prowincją Xu. W odwecie Cao Cao zaatakował prowincję Xu i pokonał Liu Beia, zmuszając go do szukania schronienia u Yuan Shao. Po opuszczeniu Yuan Shao, Liu Bei założył nową bazę w powiecie Runan, ale został po raz kolejny pokonany przez Cao Cao. Wycofał się do prowincji Jing (obecnie Hunan i Hubei), dołączył do Liu Biao i został dowódcą w Xinye (prefektura Nanyang, Henan). W Xinye Liu Bei pozyskał Zhuge Lianga i odbudował swoje siły.

### Bitwa o Czerwone Klify
Po zjednoczeniu północnych Chin Cao Cao ogłosił się kanclerzem (premierem) i poprowadził swoje wojska do ataku na południowe Chiny. Został pokonany dwukrotnie przez Liu Beia pod Xinye, ale ostatecznie Liu Bei utracił miasto. Liu Bei poprowadził swoich żołnierzy i cywilów na południe do Jiangxia (obecnie powiat Yunmeng, prefektura Xiaogan, Hubei), gdzie ustanowił kolejny punkt oporu przeciwko Cao Cao.
Aby móc odeprzeć Cao Cao, Liu Bei wysłał Zhuge Lianga, aby przekonał Sun Quana do zawarcia sojuszu. Misja Zhuge Lianga powiodła się i został on przez pewien czas doradcą Sun Quana. W ramach przygotowań do zbliżającej się wojny z Cao Cao, Sun Quan mianował Zhou Yu dowódcą armii. Zhou Yu sądził, że Zhuge Liang stanie się w przyszłości zagrożeniem i próbował kilka razy go zabić. Ponieważ te próby się nie powiodły, zdecydował się na współpracę z Zhuge Liangiem. Połączone siły Sun Quana i Liu Beia pokonały Cao Cao w bitwie o Czerwone Klify i został on zmuszony do wycofania się na północ.

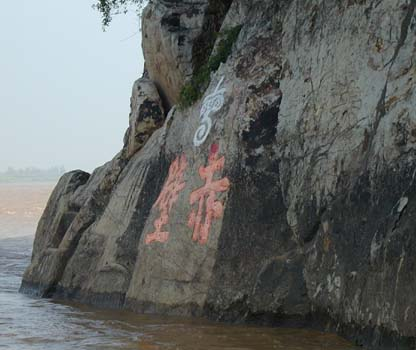
Miejsce bitwy o Czerwone Klify według tradycji: Chibi, prefektura Xianning, Hubei.

Po zwycięstwie nad Cao Cao, Sun Quan i Liu Bei zaczęli rywalizować o kontrolę nad prowincją Jing. Prowincję z rąk Cao Cao przejął Liu Bei, postępując zgodnie z planem Zhuge Lianga. Sun Quan był z tego niezadowolony i wysyłał posłów z żądaniem przekazania mu tej prowincji, lecz Liu Bei za każdym razem odprawiał posłów pod różnymi pretekstami. Sun Quan próbował różnych sposobów, aby przejąć prowincję, z których najsłynniejszy jest „Plan małżeństwa”. Sun Quan zamierzał zwabić Liu Beia do siebie, pod pretekstem jego ślubu ze swoją siostrą Damą Sun i zatrzymać jako zakładnika, do czasu przekazania prowincji Jing. Jednak spisek się nie powiódł i nowożeńcy powrócili bezpiecznie do domu. Zhou Yu wielokrotnie próbował przejąć prowincję, ale trzykrotnie jego plany pokrzyżował Zhuge Liang.

### Liu Bei podbija prowincję Yi
Po śmierci Zhou Yu, stosunki pomiędzy Liu Beiem i Sun Quanem pogarszały się stopniowo, ale nie doszło do otwartej konfrontacji. Zgodnie ze sprządzonym przez Zhuge Lianga planem Longzhong, Liu Bei przeprowadził atak na prowincję Yi (obecne prowincje Syczuan i Chongqing) na zachodzie i w latach 212-215 podbił ją. W wyniku tego Liu Bei panował nad ogromnym obszarem rozciągającym się od prowincji Jing do prowincji Yi na zachodzie, na którym powstało później państwo Shu Han. Po zwycięstwie nad Cao Cao w kampanii Hanzhong Liu Bei ogłosił się „Królem (Wang) Hanzhong”.
W tym samym Cao Cao otrzymał od cesarza tytuł króla wasalnego „Króla (Wang) Wei”, podczas gdy Sun Quan był znany jako „Książę Wu”. Na wschodzie wojska Sun Quana i Cao Cao starły się w bitwie pod Ruxukou i w bitwie przy brodzie Xiaoyao. Po tych bitwach sytuacja stała się patowa, aż do śmierci Cao Cao.

### Śmierć Guan Yu
Tymczasem Sun Quan, zmęczony wykrętami Liu Beia, planował przejęcie prowincji Jing. Zawarł pokój z Cao Cao, uznał się jego wasalem i otrzymał tytuł „Króla (Wang) Wu”. Guan Yu, który w imieniu Liu Beia zarządzał prowincją Jing, stoczył bitwę pod Fancheng z wojskami Cao Cao, dowodzonymi przez jego kuzyna Cao Rena. Gdy wojska Guan Yu były daleko, Sun Quan wysłał Lü Menga, aby zajął prowincję, co było częścią porozumienia z Cao Cao. Guan Yu był zaskoczony takim obrotem sprawy i utracił prowincję, zanim zdążył przeciwdziałać. Wycofał się do Maicheng, gdzie został otoczony przez przeważające siły Sun Quana. Jego armia skurczyła się w wyniku dezercji i przejścia części wojsk na stronę Sun Quana. W akcie desperacji Guan Yu podjął nieudaną próbę wyrwania się z oblężenia, w trakcie której wpadł w zasadzkę. Został stracony na rozkaz Sun Quana, gdy odmówił zdradzenia Liu Beia.
Wkrótce po śmierci Guan Yu, Cao Cao zmarł na nowotwór mózgu, a jego syn Cao Pi zmusił do abdykacji na swoją rzecz cesarza Xiana, ostatecznie kończąc okres panowania dynastii Han i wstąpił na tron jako pierwszy cesarz nowej dynastii Cao Wei. W odpowiedzi Liu Bei również ogłosił się cesarzem, jako dziedzic cesarskiej krwi dynastii Han. Podczas gdy Liu Bei planował pomszczenie Guan Yu, jego drugi brat krwi Zhang Fei został zamordowany podczas snu przez swoich podwładnych, którzy uciekli do Sun Quana.

### Bitwa pod Xiaoting
Podczas gdy Liu Bei prowadził wielką armię przeciwko Sun Quanowi, aby pomścić śmierć Guan Yu, Sun Quan próbował uniknąć konfrontacji, oferując Liu Beiowi zwrot prowincji Jing. Doradcy Liu Beia, w tym Zhuge Liang, próbowali nakłonić go do przyjęcia propozycji pokojowych Sun Quana, lecz Liu Bei obstawał przy zemście. Po początkowych zwycięstwach, seria strategicznych błędów spowodowanych porywczością Liu Beia doprowadziła do katastrofalnej klęski jego wojsk w bitwie pod Xiaoting. Lu Xun, dowódca wojsk Sun Quana, zaprzestał pościgu za wojskami Liu Beia, po napotkaniu Labiryntu kamiennych wartowników (chiń. upr. 八阵图; chiń. trad. 八陣圖; pinyin Bā Zhèn Tú lub chiń. upr. 石兵八阵; chiń. trad. 石兵八陣; pinyin Shí Bīng Bā Zhèn) Zhuge Lianga.

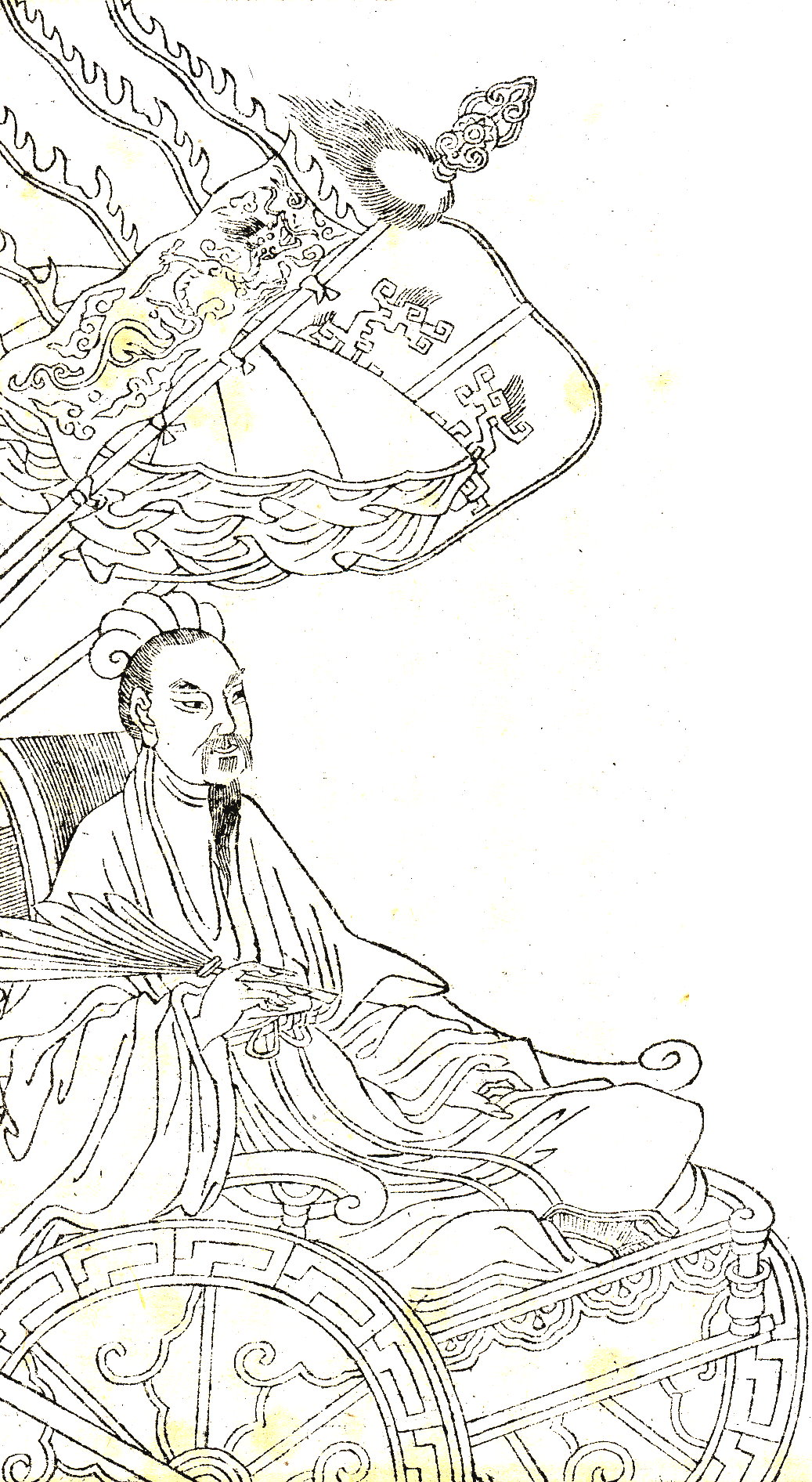
Zhuge Liang - ilustracja z 1921 roku.

Liu Bei zachorował i umarł w Baidicheng wkrótce po klęsce. W ostatniej rozmowie, na łożu śmierci, Liu Bei zaoferował Zhuge Liangowi przejęcie władzy, jeśli jego następca Liu Shan okaże się złym władcą. Zhuge Liang odmówił i przysiągł, że nie zawiedzie zaufania, jakie do niego miał Liu Bei.

### Kampanie Zhuge Lianga
Po śmierci Liu Beia, idąc za radą Sima Yi, Cao Pi nakłonił do wspólnego ataku ze swoją armią na państwo Shu Han: Sun Quana, zdrajcę Shu Han generała Meng Da, Meng Huo, wodza Nanmanów z południa Chin i plemiona Qiang. Zhuge Liang zdołał bez rozlewu krwi zmusić tych pięć armii do wycofania się. Następnie jego poseł Deng Zhi zdołał przekonać Sun Quana do zawarcia sojuszu. Zhuge Liang osobiście poprowadził kampanię przeciwko wodzowi barbarzyńców z południa Meng Huo. Meng Huo został siedem razy pokonany i schwytany, lecz Zhuge Liang za każdym razem uwalniał go, aby mógł walczyć dalej. Za siódmym razem Meng Huo odmówił odejścia i zdecydował się zawrzeć wieczyste przymierze z państwem Shu Han.
Po spacyfikowaniu południa kraju Zhuge Liang poprowadził pięć kampanii przeciwko państwu Wei, aby przywrócić panowanie dynastii Han. Jednak dni Zhuge Lianga były już policzone, cierpiał przez cały czas na gruźlicę, a jego stan pogorszył się w wyniku trudów kampanii. Jego ostatnim znaczącym sukcesem nad państwem Wei było prawdopodobnie pozyskanie Jiang Weia, obiecującego młodego generała, który dobrze znał się na strategii wojskowej. Zhuge Liang umarł na gruźlicę podczas nierozstrzygniętej bitwy na równinie Wuzhang. Przed śmiercią Zhuge Liang rozkazał wykonać swój posąg i użyć go, aby oszukać armię państwa Wei i pozwolić na bezpieczny odwrót armii Shu Han.

### Koniec Epoki Trzech Królestw
Podczas długich lat walk pomiędzy państwami Shu Han i Wei, następowały częste zmiany w łonie panującej w państwie Wei dynastii Cao i na tronie cesarskim. Rola rodziny cesarskiej uległa osłabieniu po śmierci Cao Rui i faktyczna władza w państwie Wei przeszła w ręce rodziny Sima, której przewodzili synowie Sima Yi: Sima Shi i Sima Zhao.
W państwie Shu Han, Jiang Wei kontynuował dziedzictwo Zhuge Lianga i przeprowadził w ciągu trzydziestu lat dziewięć kampanii wojskowych przeciwko państwu Wei, lecz nie osiągnął żadnych znaczących sukcesów. Ponadto Liu Shan był niekompetentnym władcą i ufał zdradzieckim urzędnikom, co doprowadziło państwo do upadku. Państwo Shu Han zostało w końcu podbite przez państwo Wei. Jiang Wei próbował wskrzesić państwo Shu Han z pomocą Zhong Hui, lecz ich plany zostały odkryte, a oni sami zostali zabici przez żołnierzy Sima Zhao. Po upadku państwa Shu Han w 263, syn Sima Zhao, Sima Yan, w 265 zmusił do abdykacji ostatniego cesarza państwa Wei, Cao Huana, kończąc tym samym oficjalnie panowanie dynastii Cao Wei. Sima Yan, który już w poprzednim roku został „księciem Jin”, teraz formalnie został pierwszym cesarzem nowej dynastii Jin.
W państwie Wu po śmierci Sun Quana wybuchły wewnętrzne walki, w trakcie których Zhuge Ke i Sun Lin usiłowali przejąć władzę w państwie. Chociaż chwilowo władza cesarska została wzmocniona, ostatni władca państwa Wu, Sun Hao, okazał się tyranem, który nie podjął wysiłków w celu jego wzmocnienia. Państwo Wu, ostatnie z Trzech Królestw, zostało po długim okresie walk podbite przez dynastię Jin w 280. Oznaczało to koniec prawie stuletniego okresu ciągłych walk wewnętrznych w Chinach, nazywanego Epoką Trzech Królestw.

## Historyczność powieści
Autor korzystał ze źródeł historycznych, w tym z Kroniki Trzech Królestw, autorstwa Chen Shou. Innymi źródłami inspiracji były Shishuo Xinyu Liu Yiginga z 430 i Sanguozhi Pinghua, zbiór ułożonych w porządku chronologicznym osiemdziesięciu opowiadań, od przysięgi w Brzoskwiniowym Sadzie do śmierci Zhuge Lianga.
Wiadomo o około 50 lub 60 sztukach z czasów dynastii Yuan i początków dynastii Ming, których akcja toczyła się w Epoce Trzech Królestw, w niewielkim tylko stopniu opartych na autentycznych wydarzeniach. W porównaniu do tych sztuk powieść przywiązywała dużą wagę do zgodności z prawdą historyczną. Zwracała również uwagę na znaczenie południa Chin, chociaż nadal prezentowała uprzedzenia wobec niego. Zhang Xuecheng - historyk z czasów dynastii Qing - napisał znane zdanie, że 70% powieści stanowią fakty, a 30% fikcja. Część fikcyjna czerpała z różnych źródeł, w tym z nieoficjalnych historii, podań ludowych, Sanguozhi Pinghua, a także była kreacją autora. Niemniej jednak opis warunków społecznych i logika postępowania postaci, odpowiadające Epoce Trzech Królestw, uwiarygodniały zdarzenia i sytuacje, nawet jeżeli nie miały one potwierdzenia w źródłach historycznych.
Opowieści o Trzech Królestwach, podobnie jak sztuki, dramaty i podania ludowe tego okresu, przedstawiały Liu Beia i jego współpracowników jako postacie pozytywne. Natomiast ich antagoniści, Cao Cao, Sun Quan i ich współpracownicy, często byli przedstawiani w złym świetle. Było to zgodne z politycznym klimatem czasów dynastii Ming, w odróżnieniu od czasów dynastii Jin (kiedy powstała była pisana Kronika Trzech Królestw), gdy państwo Wei było uważane za legalnego sukcesora dynastii Han.
Wiele z tych nieznajdujących potwierdzenia w faktach historycznych wydarzeń stało się powszechnie znanymi i tym samym stały się one częścią tradycyjnej kultury chińskiej.

## Krytyka literacka

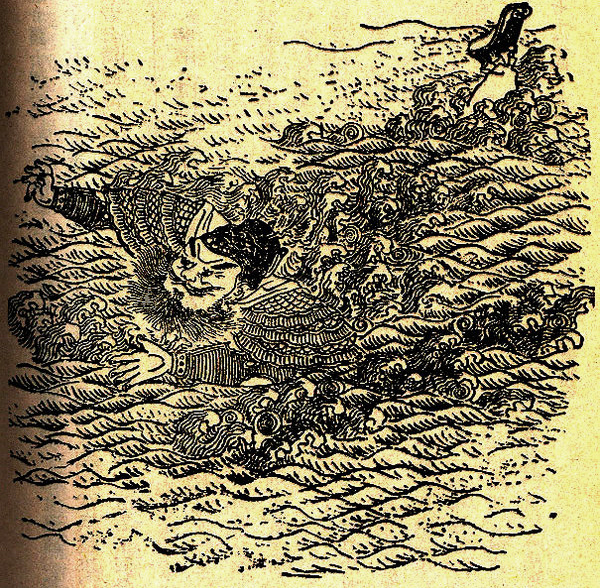
Ilustracja przedstawiająca Pang De w czasie bitwy pod Fancheng, pochodząca z wydania Opowieści o Trzech Królestwach z czasów dynastii Qing.

Głównymi wątkami powieści są: kariera i upadek idealnego wasala (Liu Beia), znajdującego idealnego ministra (Zhuge Lianga); konflikt między idealnym wasalem (Liu Beiem), a przebiegłym czarnym charakterem (Cao Cao); okrucieństwo i niesprawiedliwość władzy.
Krytycy uważają, że pierwsze zdanie napisanej przez Luo Guanzhonga powieści „Jest powszechnie znaną prawdą, że wszystko co było przez długi czas podzielone, na pewno się zjednoczy, a wszystko co było przez długi czas zjednoczone, na pewno się podzieli” streszcza jej główny wątek. Jednak traktowanie tego jako głównego tematu powieści jest kwestionowane. Dla Luo Guanzhonga „podział” i „jedność” nie były równie ważne. Chociaż powieść przedstawia drogę od jedności do podziału w ostatnich latach panowania dynastii Han, to jednak wątek ten zajmuje tylko początek powieści. „Autor większość swojego trudu poświęcił na opis głównego wątku powieści – trudnego przejścia od podziału do jedności i ogromnych wysiłków podejmowanych przez różnych bohaterów, aby dokonać zjednoczenia Chin”.
Oprócz słynnej przysięgi w brzoskwiniowym sadzie z powieści wywodzi się wiele przysłów funkcjonujących obecnie w języku chińskim.

## Nawiązania kulturowe
Opowieści o Trzech Królestwach stały się inspiracją i podstawą dla innych dzieł sztuki, w tym filmów, seriali telewizyjnych, mang i gier komputerowych.
W Polsce najbardziej znane są:
- Trzy królestwa - film fabularny w reżyserii Johna Woo z 2008.
- Trzy królestwa: Wskrzeszenie smoka - film kostiumowy z 2008